# Шелефтео (община)
Община Шелефтео (на шведски: Skellefteå kommun) е разположена в лен Вестерботен, северна Швеция с обща площ 7231 km2 и население 71 988 души (към 31 декември 2013). Административен център на община Шелефтео е едноименния град Шелефтео.